# ジョン・ブリーン
ジョン・ブリーン（John BREEN、1956年3月3日-）は、イギリスの歴史学者。国際日本文化研究センターおよび総合研究大学院大学名誉教授。専攻は日本近世･近代史。「神社と神道」、「明治天皇と外交」を中心に研究している。

## 来歴・人物
イギリスロンドン出身。ケンブリッジ大学日本学部卒業。1985年よりロンドン大学SOAS助教授を務める傍ら、1993年にケンブリッジ大学で博士号取得。2008年8月より国際日本文化研究センター海外研究交流室準教授となり、2011年4月より同教授となり、2017年4月より同総合情報発信室教授。2021年3月末を以って、定年退職。同および総合研究大学院大学名誉教授。

## 主な著作
単著
- 『儀礼と権力 天皇の明治維新』（平凡社選書、2011年／法蔵館文庫、2021年）
- 『神都物語 伊勢神宮の近現代史』（吉川弘文館〈歴史文化ライブラリー〉、2015年）オンデマンド版　2022年　ISBN　9784642758055

編著・共編著
- 『変容する聖地 伊勢』（思文閣出版、2016年）
- 山田奨治共編『鈴木大拙 禅を超えて』（思文閣出版、2020年）

## 研究に対する批判
近代日本の政教関係の研究者新田均は、『儀礼と権力 天皇の明治維新』の書評で、本書について、「自分の結論とは齟齬するような理論や事例に正面から取り組むことを避けて、つまみ食い的に用いたり、隠したり、無視したり、書き換えたりすることで、やっかいな論証を省略し、結局、自らが靖国神社を批判する際に問題とした『記憶の選択』を自分自身も行ってしまっている」と指摘し、本書の細かい検証を行い、方法論上の問題だけでなく、倫理的次元の問題があると批判している。